# Tammy Lauren
Tammy Lauren, née Tammy Lauren Vásquez, est une actrice américaine née le 16 novembre 1968 à San Diego, Californie (États-Unis).

## Biographie

### Carrière
Tammy Lauren a commencé sa carrière en tant qu'enfant star dans le rôle de Melissa Turner dans la sitcom Who's watching the kids? Elle fit ensuite quelques apparitions dans diverses séries télévisées comme Mork and Mindy, L'île Fantastique ou La petite maison dans la prairie.
Dans les années 1990, Tammy Lauren interpréta le rôle de Ginger Szabo dans le feuilleton Homefront, diffusé initialement sur le réseau ABC. La série porte sur la vie d'une ville de l'Ohio au cours de la 2e Guerre Mondiale.
Au cinéma, elle apparaît notamment aux côtés de Dustin Hoffman et John Travolta dans Mad City, drame de CostaGavras de 1997. Elle tient également le premier rôle dans le film Wishmaster, film d'horreur sorti la même année.

### Vie privée
Sa mère est Suzanne Bledsoe, agente artistique, et son beau-père est le réalisateur Charles Jarrott.
Tammy Lauren est mariée depuis 1997 à l'acteur Guri Weinberg, fils du lutteur israélien Moshe Weinberg, qui a été assassiné lors du massacre de Munich en 1972.

## Filmographie

### Cinéma
- 1980 : Le Dernier Vol de l'arche de Noé (The Last Flight of Noah's Ark) : Julie
- 1988 : Tiger Warsaw : Lady Flashy
- 1990 : Réclusion à mort (Chains of Gold) : Rachel Burke
- 1994 : Radioland Murders : In the Mood Bandleader
- 1997 : Honeymoon : Debra
- 1997 : Wishmaster : Alexandra Amberson
- 1997 : Mad City : Miss Rose

### Télévision
- 1978 : Who's Watching the Kids (Série TV) : Melissa Turner
- 1979 : L'île fantastique (Fantasy Island) (Série TV) : Tracy
- 1979 : Out of the Blue (Série TV) : Stacey Richards
- 1979 : Angie (série télévisée) : Hillary
- 1982 : Un vrai petit ange (The Kid with the Broken Halo) (Téléfilm) : Diana McNulty
- 1982 : La Petite Maison dans la prairie (The House on the Prairie) (Série TV) : Elizabeth Stark
- 1983 : Le Combat de Candy Lightner (M.A.D.D.: Mothers Against Drunk Drivers) (Téléfilm) : Chandler Doherty
- 1985 : Playing with Fire (Téléfilm) : Pamela Fredericks
- 1985 : The Best Times (Série TV) : Giselle Kraft
- 1985 : Le Crime de la loi (Crime of Innocence) (Téléfilm) : Rene Peterson
- 1986 : Morningstar/Eveningstar (Série TV) : Lisa Thurston
- 1986 : Fresno (Série TV) : Candy Cane
- 1986 : MacGyver (Série TV) : Lisa Allen
- 1987 : The Stepford Children (Téléfilm) : Mary Harding
- 1987 : Bride of Boogedy (Téléfilm) : Jennifer Davis
- 1987 : An Enemy Among Us (Téléfilm) : Karen
- 1988 : I Saw What You Did (Téléfilm) : Lisa Harris
- 1988 : The People Across the Lake (Téléfilm) : Lisa Yoman
- 1988 : Tattle: When to Tell on a Friend (Téléfilm) : Colleen McNeil
- 1989 : Desperate for Love (Téléfilm) : Lily Becker
- 1991 : The Emancipation of Lizzie Stern (Téléfilm) : Elizabeth 'Lizzie' Stern
- 1991-1993 : Homefront (Série TV) : Ginger Szabo
- 1994 : Matlock (Série TV) : Pat Preston
- 1994 : Les Sœurs Reed (Sisters) (Série TV) : Evelyn Barrington
- 1994 : Diagnostic : Meurtre (Diagnosis Murder) (Série TV) : Leah Foxworth
- 1994 : Une maman formidable (Grace Under Fire) (Série TV) : Tracy Lynde
- 1995 : Le monde de Dave (Dave's World) (Série TV) : Julie
- 1996 : Mr. et Mrs. Smith (Série TV) : Meg Andrews
- 1997 : Walker, Texas Ranger (Série TV) : Roberta "Bobbie" Hunt
- 1997 : Le Visiteur (The Visitor) (Série TV) : Charlotte MacArthur
- 1997-1999 : Papa bricole (Home Improvment) (Série TV) : Patty
- 1998 : Le Flic de Shanghaï (Martial Law) (Série TV) : Dana Dickson
- 2002 : That's Life (Série TV) : Kristi Dutton
- 2003 : Wanda at Large (Série TV) : Jenny Hawkins
- 2003 : Le Drew Carey Show (The Drew Carey Show) (Série TV) : Lily
- 2005 : Preuve à l'appui (Crossin Jordan) (Série TV) : Faye Vaughn
- 2006-2008 : Les Feux de l'amour (feuilleton TV) : Maggie Sullivan
- 2007 : Mon oncle Charlie (Two an a Half Men) (Série TV) : Shannon
- 2007 : The Game (Série TV) : Jordan
- 2010 : Madison Avery (Série TV) : Madison Avery
- 2014 : Esprits criminels (Criminal Minds) (Série TV) : Liz Foley